# Municipio de Linn (Dakota del Sur)
El municipio de Linn (en inglés: Linn Township) es un municipio ubicado en el condado de Hand en el estado estadounidense de Dakota del Sur. En el año 2010 tenía una población de 35 habitantes y una densidad poblacional de 0,37 personas por km².

## Geografía
El municipio de Linn se encuentra ubicado en las coordenadas 44°51′11″N 98°53′11″O / 44.85306, -98.88639. Según la Oficina del Censo de los Estados Unidos, el municipio tiene una superficie total de 94.03 km², de la cual 94,03 km² corresponden a tierra firme y (0 %) 0 km² es agua.

## Demografía
Según el censo de 2010, había 35 personas residiendo en el municipio de Linn. La densidad de población era de 0,37 hab./km². De los 35 habitantes, el municipio de Linn estaba compuesto por el 100 % blancos. Del total de la población el 0 % eran hispanos o latinos de cualquier raza.